# John Boyd (aktor)
John Boyd (ur. 22 października 1981 w Nowym Jorku) – amerykański aktor telewizyjny i filmowy. Występował w roli Jamesa Aubreya w serialu Kości.

## Filmografia
- Zostań (Stay, 2005) jako Louis
- Building Girl (2005) jako Colin
- Słynna Bettie Page (The Notorious Bettie Page, 2005) jako Jack Page
- Kobieta w błękitnej wodzie (Lady in the Water, 2006) jako Palacz
- Palec (Careless, 2007) jako Pijany Facet
- Mercy (2009) jako Erik
- Najlepszy (The Greatest, 2009) jako Wyatt
- Jelly (2010) jako Floyd Marks
- Iceland (2011) jako Todd
- Operacja Argo  (Argo, 2012) jako Lamont